# English National Ice Hockey League 2005/06
Die Saison 2005/06 war die zehnte Austragung der English Ice Hockey League. Nach der Elite Ice Hockey League, der British National League und der English Premier Ice Hockey League stellte sie die 4. Liga des britischen Eishockeys dar.

## Modus und Teilnehmer
Die Mannschaften spielten in einer Nord- und einer Südgruppe. In einer Einfachrunde spielte jeder gegen jeden. Danach spielten die jeweils ersten Vier in einer Gruppe um die Teilnahme am Finalturnier. Die jeweils ersten beiden von Nord und Süd spielten anschließend in Play-offs mit Hin- und Rückspiel um den Gesamtsieg.

## Nordgruppe

### Hauptrunde
Die Teilnehmerzahl verringerte sich durch das Ausscheiden der beiden Letztplatzierten des Vorjahres Sunderland Chiefs und Bradford Bulldogs, dem nur der Zugang der Mannschaft aus Newcastle entgegenstand, auf acht Mannschaften. Nottingham verzichtete auf die Teilnahme an den Finalspielen.
| Platz | Mannschaft    | Spiele | S  | U | N  | Tore  | Punkte |
| ----- | ------------- | ------ | -- | - | -- | ----- | ------ |
| 1     | Billingham    | 14     | 11 | 1 | 2  | 72:31 | 23     |
| 2     | Nottingham II | 14     | 9  | 2 | 3  | 66:53 | 20     |
| 3     | Blackburn     | 14     | 9  | 1 | 4  | 82:42 | 19     |
| 4     | Whitley       | 14     | 8  | 0 | 6  | 66:55 | 16     |
| 5     | Sheffield III | 14     | 6  | 2 | 6  | 62:57 | 14     |
| 6     | Flintshire    | 14     | 5  | 2 | 7  | 54:61 | 12     |
| 7     | Newcastle II  | 14     | 2  | 0 | 12 | 33:84 | 4      |
| 8     | Kingston      | 14     | 1  | 2 | 11 | 26:78 | 4      |

Legende: S–Siege, U–Unentschieden, N–Niederlage

### Play-offs
Für das Finalturnier waren die besten vier Mannschaften qualifiziert. Jedoch verzichtete die Mannschaft aus Nottingham, die durch den Fünftplatzierten aus Sheffield ersetzt wurde.
| Platz | Mannschaft    | Spiele | S | U | N | Tore  | Punkte |
| ----- | ------------- | ------ | - | - | - | ----- | ------ |
| 1     | Billingham    | 6      | 4 | 1 | 1 | 27:14 | 9      |
| 2     | Blackburn     | 6      | 4 | 0 | 2 | 19:22 | 8      |
| 3     | Whitley       | 6      | 2 | 1 | 3 | 23:21 | 5      |
| 4     | Sheffield III | 6      | 1 | 0 | 5 | 14:26 | 2      |

## Südgruppe

### Hauptrunde
Die in der Vorsaison nicht angetretene Mannschaft Solent & Gosport Devils nahm in dieser Saison wieder teil, so dass sich das Teilnehmerfeld auf elf erhöhte.
| Platz | Mannschaft           | Spiele | S  | U | N  | Tore    | Punkte |
| ----- | -------------------- | ------ | -- | - | -- | ------- | ------ |
| 1     | Invicta              | 20     | 18 | 1 | 1  | 165: 48 | 37     |
| 2     | Cardiff II           | 20     | 15 | 2 | 3  | 122: 53 | 32     |
| 3     | Basingstoke II       | 20     | 12 | 2 | 6  | 112: 95 | 26     |
| 4     | Streatham            | 20     | 11 | 1 | 8  | 91: 61  | 23     |
| 5     | Peterborough II      | 20     | 8  | 5 | 7  | 88: 88  | 21     |
| 6     | Milton Keynes II     | 20     | 8  | 4 | 8  | 84: 71  | 20     |
| 7     | Oxford               | 20     | 9  | 1 | 10 | 97: 94  | 19     |
| 8     | Bracknell II         | 20     | 7  | 4 | 9  | 89: 85  | 18     |
| 9     | Haringey             | 20     | 7  | 3 | 10 | 72: 93  | 17     |
| 10    | Solent & Gosport     | 20     | 2  | 3 | 15 | 58:174  | 7      |
| 11    | Lee Valley/Slough II | 20     | 0  | 0 | 20 | 46:162  | 0      |

Legende: S–Siege, U–Unentschieden, N–Niederlage

### Play-offs
Die besten vier Mannschaften spielten den zweiten Finalteilnehmer aus.
| Platz | Mannschaft     | Spiele | S | U | N | Tore  | Punkte |
| ----- | -------------- | ------ | - | - | - | ----- | ------ |
| 1     | Invicta        | 5      | 5 | 0 | 0 | 37:12 | 10     |
| 2     | Cardiff II     | 4      | 1 | 2 | 1 | 14:13 | 4      |
| 3     | Streatham      | 6      | 1 | 2 | 3 | 18:28 | 4      |
| 4     | Basingstoke II | 5      | 0 | 2 | 3 | 16:32 | 2      |

Anmerkung: Je ein Spiel der waliser Mannschaft aus Cardiff gegen Basingstoke und Invicta wurde nicht ausgetragen; sie waren für die Ermittlung des Finalteilnehmers auch nicht erforderlich.

## Finale
Die Finalspiele wurden zwischen den Siegern der Nord- und Südgruppe ausgetragen.